# Los Alfaques-i katasztrófa
A Los Alfaques-i katasztrófa egy közúti baleset és tartálykocsi-robbanás volt, amely 1978. július 11-én történt a spanyolországi, katalóniai Tarragona városa közelében, Alcanarban. A tartálykocsiba 23 tonna nagyon gyúlékony cseppfolyósított propilént töltöttek. 217 ember (a sofőrrel együtt) életét vesztette, 200-an pedig súlyos égési sérüléseket szenvedtek.
Az áldozatok többsége turista (mind spanyol, mind külföldi turisták) voltak a Los Alfaques tengerparti kempingjében. A kemping a 159. km-nél található az N-340 országúton, 2 km-re délre Sant Carles de la Ràpita városától. A kempinget azóta felújították és ma is létezik.

## Körülmények
A Pegaso vontatójárműből és a Fruehauf tartálykocsiból álló teherautó a Cisternas Reunidas SA tulajdonában volt. Ezen a napon 10:15-kor az 50 éves Francisco Imbernón Villena megérkezett az állami tulajdonban lévő Enpetrol (a Repsol egyik jogelődje) finomítóba, amely La Pobla de Mafumetnél található, Tarragonától 9 km-re északra, hogy egy másik állami tulajdonú társaság, a Paular (ma szintén Repsol) számára propilént szállítson Puertollanóba.
12:05-kor a teherautó elhagyta a finomítót 23 470 kg propilént szállítva, majdnem 4 tonna többlettel, a maximális tervezett 19,35 tonna terhelésnél. A tartálykocsik vezetői utasítást kaptak arra, hogy az autópályadíjak elkerülése érdekében a nagyobb A-7-es autópálya helyett a kisebb N-340-es országúton menjenek. Az N-340 kanyargósabb, mint az A-7, és sofőröknek több sűrűn lakott területen kellett áthaladniuk.
Egy 20–35 °C hőmérsékletű nyári napon a tartályban 12–17 bar lett volna.

## A baleset
A katasztrófa kb. 14:35-kor történt, miközben a teherautó 102 km megtétele után elhaladt a Los Alfaques kemping mellett. A sofőr órája, amely a vezető csuklójára égett, 14:36-kor állt le, a robbanás idején. 
Számos különféle tanújelentés található a közvetlenül a robbanást megelőző eseményekről, amelyek mindegyike többé-kevésbé valószínű. Egyesek szerint a tartály már szivárgott, amikor megközelítette a helyszínt vagy hangos robbanás hallatszott és akkor kezdett szivárogni az anyag, amikor a tartálykocsi a kempinghez közelített, majd a sofőr megállította a járművet. Mások arról számoltak be, hogy a robbanást egy kigyulladt gumiabroncs okozta, amelynek eredményeként a teherautó sofőrje elveszítette az uralmát a jármű felett és ekkor ütközött a kempinget az úttól elválasztó falhoz és esetleg felborulhatott ennek következményeképp. 
Mindkét esetben a szivárgó tartályból gáz halmazállapotú propilén szabadult fel, amelyet részben a kempingbe, és az északkeletre található diszkó felé sodort a szél. A fehér felhőszerű képződmény felkeltette a kemping gondnokainak figyelmét, akik kíváncsian közelítették meg a felhőt, miközben az tovább terjedt. Ahogy a felhő elárasztotta a zsúfolt területet, elért egy gyújtóforrást, és ezzel tüzet okozott, amely szinte azonnal felrepesztette a meggyengült tartályt és meggyújtotta a teljes tartalmát.
Abban az időben a mediterrán kemping zsúfolt volt és közel 1000 nyaraló töltötte itt a szabadidejét, elsősorban német és más külföldi turisták, sűrűn álló lakókocsikban és sátrakban egyaránt. A robbanás és a tűzgolyó (amely becslések szerint 1000 °C is lehetett) egy 20 x 1,5 méteres krátert hagytak maguk után és mindent elpusztítottak – autók, lakókocsik és épületek – 90 méteres sugarú körben. Mindent szénné égetett egy 300 m sugarú körzetben, ami a kemping területének több mint 90%-a volt. Az északkeletre fekvő 400 m²-es diszkóban – amelyet később a gyulladás valószínű forrásaként határoztak meg – szintén meghalt az összes alkalmazott. Ezenkívül 34 jármű és 21 sátor szénné égett, egy étterem részben összeomlott, és a tartálykocsi három darabra szakadt.

## Áldozatok és katasztrófaelhárítás
A robbanás és a tűzgolyó azonnal megölte a sofőrt és a környéken tartózkodó embereket. Összesen 157 ember halt meg a helyszínen a kezdeti robbanásban, és az azt követő tűz és robbanások eredményeként a turisták által használt autók és gázpalackok detonációja miatt. Láttak áldozatokat, akik égő hajjal és ruhával a tenger felé szaladtak, hogy eloltsák a tüzet magukon.
A katasztrófa utáni első 45 percben a sebesülteket koordinálatlan módon távolították el más túlélők segítségével saját autójukkal és kisteherautójukkal. A helyiek is segítséget nyújtottak, és a sebesülteket a kórházakba vitték. Fokozatosan érkeztek a mentők és más sürgősségi erők. A Guardia Civil és a fegyveres erők átvizsgálták az elpusztított kempinget, túlélők után kutatva. Három óra telt el, amíg az utolsó sebesültet is kórházba vitték.
Az égő tartálykocsi elzárta az utat, ezért a sérülteket két csoportra kellett osztani, az egyik csoportot észak felé, a másikat dél felé vitték. Az északi úton a sérültek megfelelő orvosi ellátást kaptak, miután megérkeztek az ampostai vagy a tortosai kórházakba. Ezen a szakaszon 58 súlyosan égett beteget a barcelonai Francisco Franco kórházba szállítottak. 82 súlyosan megégett beteget vittek délre a valenciai La Fe Kórházba. A legtöbb esetben semmilyen fontos orvosi lépést nem tettek az út során. Néhány sérült súlyos sokkot szenvedett a szállítás folyamán, és érkezéskor már nem volt mérhető vérnyomása. Sok beteg testének több mint 90%-át beborító égési sérülések voltak, és többségük a következő napokban halt meg. A magas halálozási arányhoz hozzájárult a kórházba vitel közben nyújtott nem megfelelő orvosi ellátás is.
A katasztrófa utáni héten a Franciaországból, Németországból, Belgiumból és Hollandiából származó betegeket hazaszállították saját országukba.
Közel 300 ember sebesült meg, néhányuk súlyosan. A katasztrófa következtében 217 ember halt meg, miközben a következő hónapokban sérüléseik miatt legalább 270 ember vesztette életét. Közülük négy spanyol volt, a többiek pedig külföldiek. Az áldozatok hivatalos száma 215.
Az áldozatok nagy része a felismerhetetlenségig megégett. Legtöbben csak fürdőruhát viseltek, és az épület, ahol dokumentumaikat tárolták, a robbanás során megsemmisült. Abban az időben nem volt elterjedt/elérhető a DNS-teszt, így az azonosításuk is nehézkessé vált. A turisták hazájából érkező kriminalisztikai csapatok által végzett munka eredményeként végül az összes áldozatot azonosították.
Az áldozatok közül heten egy ideig azonosítatlanok maradtak, és a tarragonai Tortosa temetőjében temették el őket. Egy francia család testét, amely egy párból és két gyermekéből állt, néhány évvel később hazajuttatták Franciaországba, miután a kártérítést rendezték. Egy másik, Kolumbiából származó háromfős család holttestét soha nem szállították haza, és ők maradnak az egyetlen külföldi család, akit a Tortosa temetőjében a helyi áldozatokkal együtt temettek el. 

## Vizsgálat
A baleset után a Cisternas Reunidas vállalta a felelősséget a katasztrófa miatt, de elutasította a járművezetők számára elrendelt utasításokat vagy tilalmakat, hogy az autópálya helyett az országutat használják, azt állítva, hogy a sofőr választotta az utat. Később a Tarragona gyár egyes munkásai elmondták, hogy hallották, hogy Imbernón hevesen vitatkozik valakivel telefonon, és pénzt követel az autópályadíjra.  Az Enpetrol kezdetben elutasította a felelősséget, azt állítva, hogy a rakomány szállítása a fuvarozó felelőssége, és nem kaptak semmilyen panaszt. 
A hatósági vizsgálat megállapította, hogy a teherautó súlyosan túltöltött volt, és hiányoztak a biztonsági szelepek is, amelyek úgy vannak kialakítva, hogy tűz esetén megakadályozzák a forrásban lévő folyadék táguló gőzrobbanását (angol rövidítéssel BLEVE). Ezek a szelepek azonban 1978-ban már nem voltak kötelezőek, habár előtte kötelezőek voltak. A teherautón 1980-ban kellett volna ellenőrzést végezni, az előző műszaki vizsgán megfelelt.
A tartályt 1973. december 13-án egy bilbaói műhely gyártotta, és akkoriban nem felelt meg a tűzveszélyes folyadékok szállítására vonatkozó követelményeknek, mivel hiányzott a túlnyomásra nyitó biztonsági szelep. Ezért a tartályt más anyagok szállítására használták, amelyek közül néhány erősen maró hatású volt. Az acéltartály maradványain végzett vizsgálatok mikroszkopikus feszültségrepedéseket mutattak, amelyek a korrózióval összhangban állnak a korábban nem megfelelő túlnyomású vízmentes ammónia szállítása miatt.
Kombinálva azzal, hogy a tartály olyan ütést szenvedett-e, amely további szerkezeti károkat okozott, ezek a tényezők valószínűleg a tartály szinte azonnali repedéséhez vezettek, amikor a lángok visszacsaptak a tartályba. A biztonsági szelepek nélkül is egy szerkezeti szempontból megfelelő és megfelelően töltött tartálynak képesnek kell lennie arra, hogy a tűz során fenntartsa a szerkezeti sértetlenséget ahhoz, hogy legalább a közelében tartózkodó emberek el tudjanak menekülni.
A vizsgálat azt is feltárta, hogy a tartályok túlterhelése gyakori volt az Enpetrol-finomítóknál. A tarragonai létesítményben egy a betöltött gáz mennyiségének mérése szolgáló mérő hiányzott, valamint egy automatikus kikapcsoló eszköz, amely megakadályozza a túltöltést, és ennek következtében a legtöbb tartály folyamatosan túl volt töltve. A járművezetőt sem a rakományról, sem a rakomány típusáról és osztályáról nem tájékoztatták, és nem volt lehetősége arra, hogy ellenőrizze a tartály nyomásszintjét az indulás előtt, vagy akár a szállítás során. Nem vett részt a veszélyes árut szállító sofőrök számára kötelező ADR-képzésén, mert a társaság elegendőnek tartotta húszéves tapasztalatát tehergépjármű-vezetőként. A vizsgálat azt is megállapította, hogy abban az évben január 3. és július 7. között 32 túltöltött tartályt indítottak útnak a Tarragona finomítóból, Imbernón szállítmányán kívül.

## Következmény
A tragédia után Spanyolországban tilos volt a veszélyes rakományt szállító járművekkel lakott területeken áthaladni, és csak éjszaka szállíthatták azt.
1982-ben az Enpetrol négy alkalmazottját és két Cisternas Reunidas alkalmazottat gondatlanságból elkövetett emberölés miatt ítélték el, és egy és négy év közötti börtönre ítélték őket. Később mind a négyüket szabadon engedték, miután megfellebbezték a bíróság döntését, és a teljes börtönbüntetést felfüggesztették vagy enyhítették. A két társaság közel 20 millió euró összegű összeget fizetett az áldozatok családjainak kártalanításként.

## A kultúrában
A balesetet az Ein Paradies in Flammen című 2007-es német film mutatja be Peter Keglevic rendezésében. A film valós tényeken alapszik, ámbár lazán véve azokat és bakikat valamint ténybeli hibákat tartalmaz, például autókat vagy téves rendszámtáblákat, amelyek csak évekkel később jelenhettek meg vagy, hogy a sofőr otthon töltötte az előző éjszakát és a ház elé parkolt a már (túl)töltött tartálykocsival.

## Los Alfaques napjainkban
Hat hónappal a tragédia után a teljesen felújított kempinget újból megnyitották a turisták előtt, és a Los Alfaques folytatta működését. 
2012-ben a még mindig működő Los Alfaques kemping tulajdonosai a spanyol bíróságoktól kértek segítséget az újonnan jóváhagyott „elfelejtéshez való jog” alapján. Spanyolország elfogadta a törvényt, azzal érvelve, hogy a Google keresési eredményei méltánytalanul súlyozzák az 1978. évi katasztrófa szempontjából, és rontják a kemping üzletét. A kempingtulajdonosok tiltakoztak, hogy még 30 évvel a katasztrófa után is a "Los Alfaques" címszavakra rákeresve a  Google keresőben a 12 "legjobb" eredmény továbbra is az 1978-es tragédiára összpontosít, beleértve az égett emberi maradványok sok borzalmas indexképét, a sorba rakott koporsókat és a halottkémi eljárásokat a kemping takarításakor.   A tárgyalást elutasították, és a felpereseket tájékoztatták arról, hogy a  Google ellen amerikai pert kell indítaniuk.

## Fordítás
Ez a szócikk részben vagy egészben  a   Los Alfaques disaster című angol Wikipédia-szócikk ezen változatának fordításán alapul.  Az eredeti cikk szerkesztőit annak laptörténete sorolja fel. Ez a jelzés csupán a megfogalmazás eredetét és a szerzői jogokat jelzi, nem szolgál a cikkben szereplő információk forrásmegjelöléseként.